# William Home Lizars
William Home Lizars (ur. 1788 w Edynburgu, zm. 30 marca 1859 w Jedburghu) – szkocki malarz, grafik i grawer.
Grawerowania nauczył go jego ojciec Daniel Lizars. Studiował malarstwo w Trustees’ Academy w Edynburgu. W 1826 był członkiem założycielem Royal Scottish Academy, a w 1834 został wybrany honorowym członkiem.

## Prace

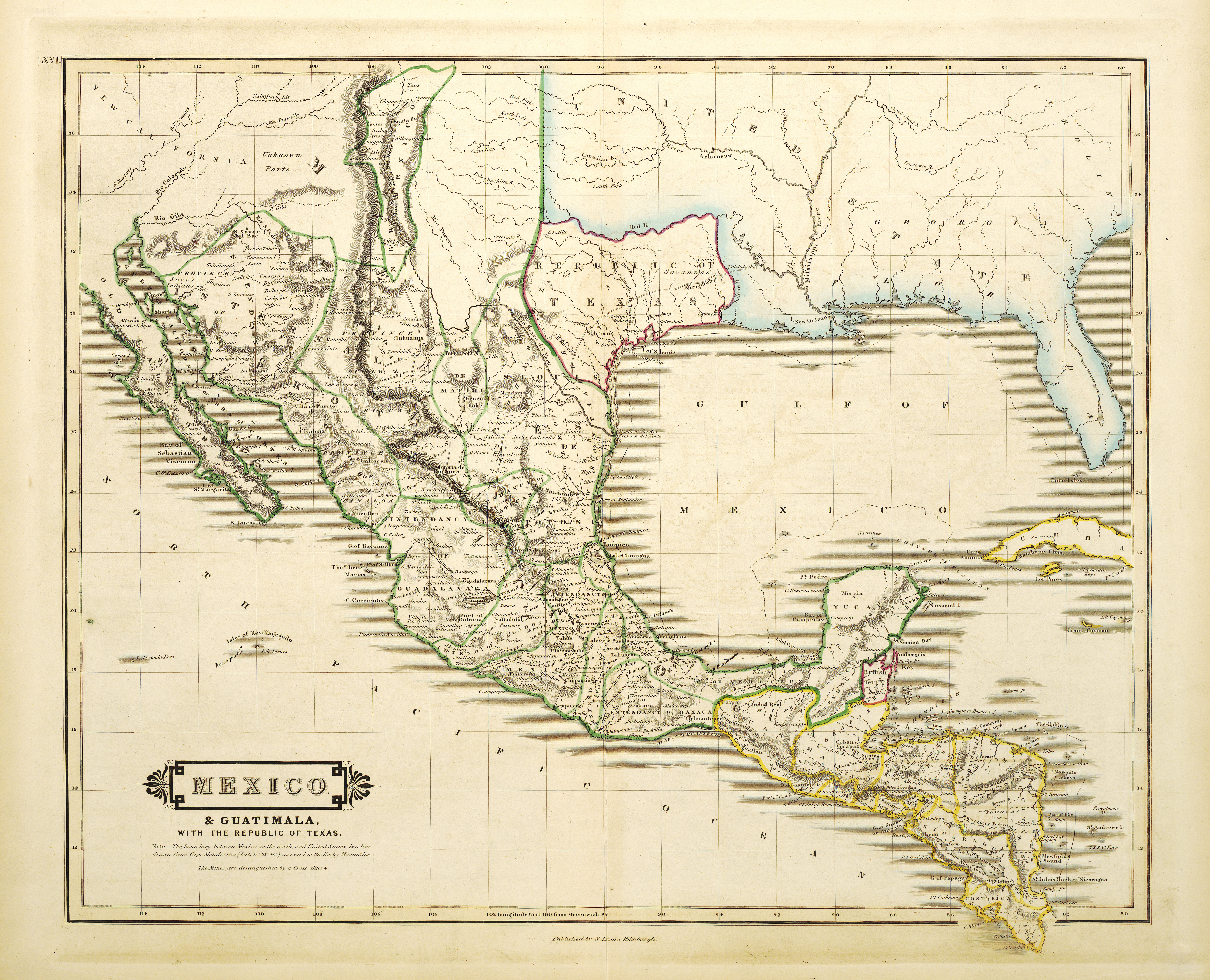
Mexico & Guatimala, 1836

- Earl of Buchan Presenting Henry Gattie with Medal (1808),
- Reading the Will (1811),
- Scctch Wedding (1811),
- Landing of Mary Queen of Scots (1812).